# 2009 au Soudan
Chronologie de l'Afrique
2007 au Soudan - 2008 au Soudan - 2009 au Soudan - 2010 au Soudan - 2011 au Soudan
2007 par pays en Afrique - 2008 par pays en Afrique - 2009 par pays en Afrique - 2010 par pays en Afrique - 2011 par pays en Afrique

## Chronologie au Soudan

### Février 2009au Soudan

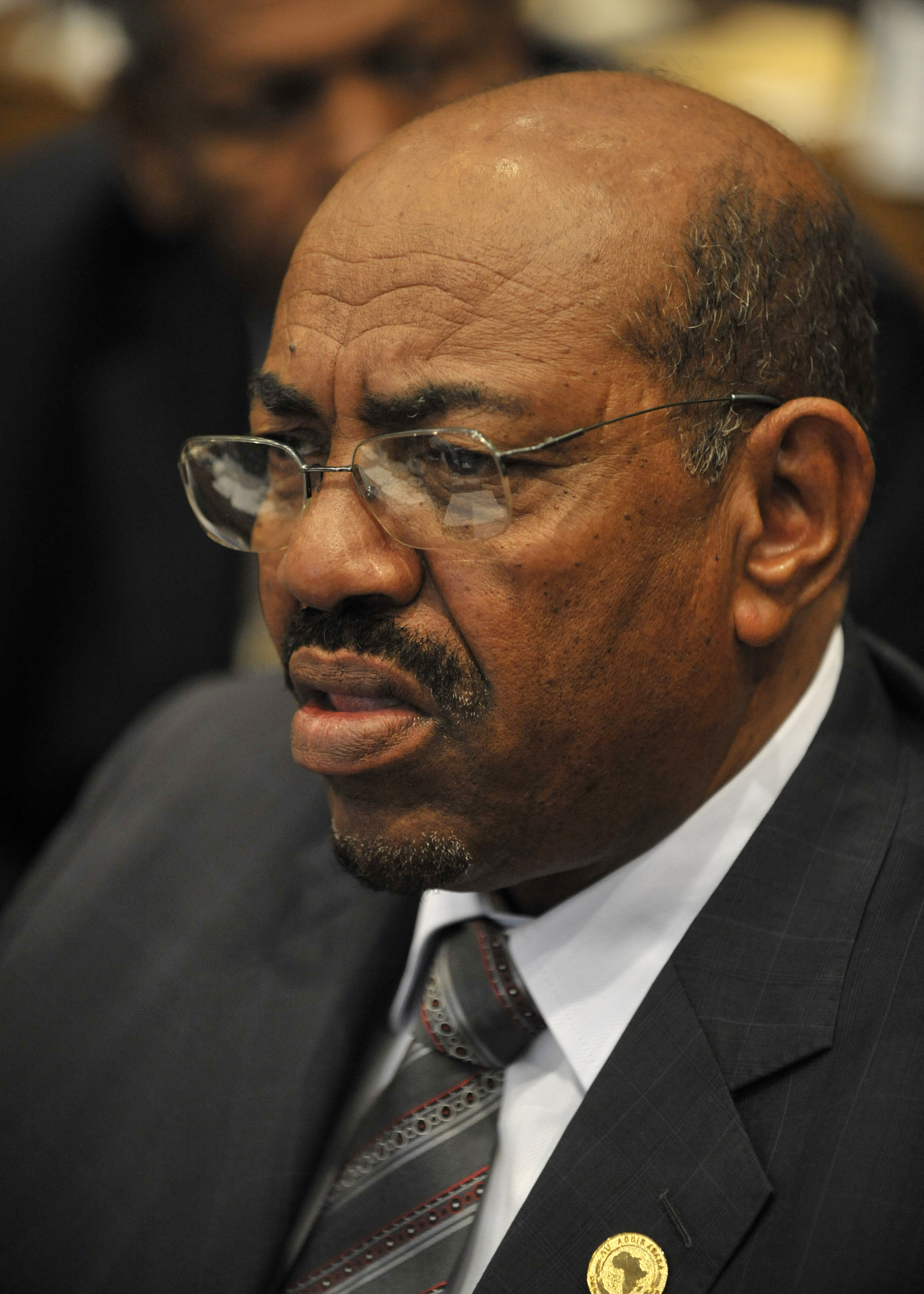
Omar el-Béchir
(février 2009)

- Lundi 2 février 2009 : Selon le ministère canadien des Affaires étrangères, une journaliste canado-égyptienne de 25 ans, Heba Aly, travaillant pour différents médias internationaux a été expulsée du Soudan vers Le Caire. Diplômée de l'université Carleton d'Ottawa, elle était arrivée au Soudan en juin dernier et collaborait notamment avec les agences Bloomberg et Irin - l'organe de presse humanitaire de l'ONU - ainsi qu'avec le Christian Science Monitor. Depuis début janvier, son permis de travail n'avait pas été prorogé et elle travaillait donc sans papiers en règle, les autorités soudanaises lui avait alors enjoint de quitter le pays dans les plus brefs délais[1].

- Mercredi 4 février 2009 : Le président chinois Hu Jintao réaffirme son soutien au président Omar el-Béchir accusé de crimes de guerre au Darfour : « Les relations sino-soudanaises ont traversé des vicissitudes internationales mais ont réussi à se développer sans problèmes […] La Chine respecte la souveraineté et l'intégrité territoriale du Soudan et soutient ses efforts pour réaliser la réconciliation nationale  ».

- Jeudi 5 février 2009 : Le Soudan,  soutenu par des pays arabes et africains, renouvelle son appel au Conseil de sécurité de l'ONU pour qu'il suspende pendant un an toute procédure légale internationale contre le président Omar el-Béchir, accusé de génocide, crimes de guerre et crimes contre l'humanité au Darfour, par le procureur Luis Moreno-Ocampo de la Cour pénale internationale.

- Mardi 10 février 2009 : Au Qatar, début des pourparlers en vue d'une conférence de paix sur le Darfour entre le gouvernement de Khartoum et le Mouvement pour la justice et l'égalité (JEM), le plus actif des groupes rebelles de la province de l'ouest du Soudan. Le représentant du JEM, Gibril Ibrahim, pose comme conditions premières et de confiance, la participation de son mouvement au gouvernement central de Khartoum, le démantèlement des milices pro-gouvernementales au Darfour, la libération des prisonniers du JEM et la garantie d'une distribution sans difficulté de l'aide humanitaire. Il demande aussi que son mouvement puisse « conserver ses combattants au Darfour pendant une période transitoire avant un accord final qui permettrait de les intégrer dans les forces régulières ».

- Jeudi 12 février 2009 : Les juges de la chambre préliminaire de la Cour pénale internationale (CPI) décident d'émettre un mandat d'arrêt contre le président Omar el-Béchir, pour les crimes commis au Darfour, où près de trois cent mille personnes ont péri depuis 2003. Les juges ont notamment demandé la liste des pays dont la coopération sera sollicitée pour arrêter le président soudanais, qui fera, de fait, l'objet d'un avis de recherche s'il refuse de se présenter à la Cour[2],[3].

- Mercredi 18 février 2009 : Décès en exil à Londres de l'écrivain Tayeb Saleh (80 ans) considéré comme un des plus grands écrivains en langue arabe[4],[5].

- Dimanche 22 février 2009 : Le président Omar el-Béchir est au Caire pour une visite officielle au président Hosni Moubarak qui estime qu'un « mandat d'arrêt contre le président Béchir aurait des conséquences dangereuses sur la situation au Darfour et au Soudan en général »[6].

### Mars 2009au Soudan
- Mardi 3 mars 2009 : Le procureur de la CPI, Luis Moreno-Ocampo affirme avoir de lourdes preuves contre le président Omar el-Béchir : « Nous avons plus de trente différents témoins qui diront comment il a tout dirigé et contrôlé ». Le président soudanais pourrait ainsi faire l'objet d'un mandat d'arrêt pour crimes de guerre, crimes contre l'humanité et génocide au Darfour, ce qui serait le premier mandat d'arrêt contre un chef d'État lancé par la CPI, en fonction depuis 2002.

- Mercredi 4 mars 2009 : Le Parlement de la Mauritanie condamne le lancement par la Cour pénale internationale (CPI) d'un mandat d'arrêt contre le président soudanais Omar el-Béchir pour « crime contre l'humanité au Darfour » : « Nous exprimons notre solidarité avec le président et le peuple soudanais face à cette injustice et demandons aux parlements dans le monde de faire bloc contre cette décision et d'œuvrer à son annulation, sur le plan pratique et politique ». Les parlementaires accusent les États-Unis d'utiliser la CPI comme « un simple outil politique contre les Arabes et Africains », avec « deux poids et deux mesures », rejettent « l'idée même de faire cas des crimes contre l'humanité et des crimes de guerre commis par Israël à Gaza et au Liban ainsi que par Washington en Irak et en Afghanistan » et affirmant que la Cour a ainsi « prouvé combien cette juridiction a été politisée à outrance et combien elle a perdu son indépendance et sa crédibilité ».

- Jeudi 5 mars 2009 :
  - Quelque dix mille personnes participent au centre de Khartoum à la manifestation de soutien au président Omar el-Béchir visé par la mandat d'arrêt de la CPI. Ils ont conspué le procureur de la CPI, les États-Unis, le Royaume-Uni et les « juifs ». Dans son discours, le président a déclaré : « Les véritables criminels sont les leaders des États-Unis et de l'Europe [… Les États-Unis] ont perpétré des génocides contre les Amérindiens, à Hiroshima et au Vietnam ». Il accuse la CPI et les organisations internationales de « néo-colonialisme » et appelle les États africains de quitter la CPI. Il annonce sa décision d'expulser une dizaine d'organisations non gouvernementales accusées d'avoir « violé la loi »[7].
  - Le chef de la délégation soudanaise auprès de l'Union africaine demande aux États africains de quitter la CPI, au cours d'une réunion du Conseil de paix et de sécurité de l'organisation continentale, à Addis Abeba. Il a également demandé au Conseil « de publier une décision claire et de rejeter dans les termes les plus forts la décision de la CPI ». Il demande l'organisation d'un sommet d'urgence sur cette question au niveau des chefs d'État et de gouvernement de l'UA.
  - Le Conseil de paix et de sécurité de l'Union africaine annonce qu'il demande au Conseil de sécurité de l'ONU d'« interrompre » la procédure engagée contre le président soudanais, Omar el-Béchir, accusé de crimes de guerre et crimes contre l'humanité. Pour Jean Ping, le président de l'organisation, le mandat d'arrêt de la CPI « menace la paix au Soudan […] Nous constatons que la justice internationale ne semble appliquer les règles de la lutte contre l'impunité qu'en Afrique comme si rien ne se passait ailleurs, en Irak, à Gaza, en Colombie ou dans le Caucase ». L'Éthiopie a fait savoir qu'elle ne tiendrait pas compte du mandat d'arrêt, l'Ouganda en demande la suspension, l'Égypte se dit « très troublée » et l'Afrique du Sud partage l'opinion de l'UA.
  - De nombreux autres pays et personnalités du monde ne partagent pas la décision de la CPI : 
    - le président russe, Dmitri Medvedev estime qu'il s'agit d'un « dangereux précédent » qui « risque d'avoir des conséquences négatives sur le Soudan », la Turquie émet des « inquiétudes » et estime que « les problèmes vont s'accroître », la Syrie fait part de son inquiétude estimant qu'il s'agit d'« un dangereux précédent, qui ignore l'immunité accordée aux chefs d'État et garantie par l'accord de Vienne de 1961 », l'Iran estime qu'il s'agit d'« une violation de l'autorité qui a cassé l'immunité accordée aux chefs d'État (…) et une ignoble innovation qui est inacceptable pour la communauté internationale », La Chine, proche alliée de Khartoum, réclame la  suspension de la procédure de la CPI[8].
    - En France, le président du Mouvement démocrate, François Bayrou s'inquiète des risques de « massacres » et de « déstabilisation politique de grande ampleur » engendrés par la décision du Soudan d'expulser une dizaine d'organisations humanitaires du Darfour : « Il peut se produire, par exemple, de grandes vagues de déplacements de gens voulant reprendre leurs terres avec les massacres qui iront avec, et des déstabilisations politiques de grande ampleur […] C'est une situation dont je crains que l'Occident ne prenne pas réellement la mesure du risque […] J'espère que l'Union européenne en particulier, mais aussi par exemple la Chine qui a joué un rôle important dans tout cela, vont pouvoir prendre leurs responsabilités, pour que le pire n'arrive pas ».

- Vendredi 6 mars 2009 : 
  - Le Conseil de sécurité constate à nouveau ses désaccords sur les moyens de faire face à la situation au Soudan, après l'émission d'un mandat d'arrêt contre le président Omar el-Béchir par la CPI et la décision de ce dernier d'expulser 13 ONG du Darfour. Ils n'ont pu s'entendre sur une déclaration appelant Khartoum à revenir sur cette décision.
  - Plus d'un millier de personnes manifestent devant la représentation de l'Union européenne à Khartoum en soutien au président Omar el-Béchir visé par un mandat d'arrêt de la Cour pénale internationale pour crimes de guerre au Darfour. Par ailleurs, environ 500 femmes participent à un sit-in devant les portes des bureaux du Programme des Nations unies pour le développement.

- Dimanche 8 mars 2009 : La république de Djibouti rejette la « décision injuste » de la Cour pénale internationale (CPI) qui a émis un mandat d'arrêt contre le président soudanais Omar el-Béchir estimant que « cette décision de mise aux arrêts d'un chef d'État bénéficiant de l'immunité dont le pays n'est pas membre de cette Cour reflète son caractère insidieux et purement politique, ce qui constitue une menace incontestable aux efforts de paix déployés au Darfour ».

- Dimanche 22 mars 2009 : à la suite de l'arrêt de la Cour pénale internationale, le comité des oulémas soudanais a émis une fatwa — un édit religieux — déconseillant au président Omar el-Béchir de se rendre les 29 et 30 mars au prochain sommet arabe à Doha et à la fin du mois au Qatar, car il pourrait tomber dans un piège « des ennemis de Dieu et de la souveraineté nationale » : « Ceci est une fatwa sur l'inadmissibilité pour le président de la République d'assister au sommet de la Ligue arabe au Qatar dans les conditions actuelles alors que les ennemis de Dieu et de la souveraineté de la nation vous y attendent ».

- Lundi 23 mars 2009 : Le président Omar el-Béchir est arrivé en Érythrée pour son premier voyage à l'étranger depuis le mandat d'arrêt international lancé contre lui le 4 mars dernier par la Cour pénale internationale (CPI). La chaîne Al-Jazira a diffusé en direct des images montrant son arrivée à l'aéroport d'Asmara et la réception officielle qui l'attendait.

- Mercredi 25 mars 2009 : 
  - Le président soudanais Omar el-Béchir, sous le coup d'un mandat d'arrêt de la Cour pénale internationale (CPI), est arrivé  au Caire pour y rencontrer le président Hosni Moubarak. Comme la plupart des pays arabes, à l'exception de la Jordanie et des Comores, l'Égypte n'est pas signataire du traité de Rome instituant la Cour pénale internationale. Le Caire, estimant que ce mandat d'arrêt risquait d'avoir « des conséquences dangereuses sur la situation au Darfour et au Soudan en général » a demandé à la CPI de surseoir à l'inculpation du président soudanais, se déclarant « très troublé » par sa décision de délivrer un mandat d'arrêt à son encontre[9].
  - L'Institut SETI de Californie et l'université de Khartoum annoncent que 47 fragments d'un poids total de 3,95 kilos de l'astéroïde 2008 TC3 ont pu être retrouvés dans le désert du Soudan après sa chute le 7 octobre 2008. Pour la première fois, les scientifiques possèdent donc les résultats des observations d'un corps céleste dans l'espace, par spectrographie, et des analyses en laboratoire de fragments de ce même astéroïde.

- Jeudi 26 mars 2009 : 
  - Le président Omar el-Béchir est arrivé en Éthiopie pour son troisième voyage à l'étranger depuis le mandat d'arrêt international lancé contre lui le 4 mars dernier par la Cour pénale internationale (CPI).
  - Le ministre des Transports, Mabrouk Moubarak Salim, lors d'une interview donnée à Al Jazeera, reconnaît que des avions militaires « étrangers » ont détruit à la mi-janvier sur le territoire soudanais, près de la frontière égyptienne, un convoi de camions transportant illégalement des armes vers la bande de Gaza. Les faits se seraient produits le 16 janvier — deux jours avant la fin de la guerre dans la bande de Gaza —, au nord de Port Soudan. Plusieurs personnes auraient été tuées. L'identité des avions n'est pas précisée, mais selon CBS, l'aviation israélienne a mené cette attaque au Soudan contre un convoi de 17 camions chargés d'armes destinées au Hamas dans la bande de Gaza. Cette attaque a fait 39 morts : des Soudanais, des Éthiopiens et des Érythréens. Les véhicules transportaient des armes légères, des missiles antichars, des explosifs et, selon la presse israélienne, des missiles Fajr iraniens d'une portée de 70 kilomètres[10]..

- Vendredi 27 mars 2009 : Selon le ministère des Affaires étrangères, Il y aurait eu deux raids de bombardements effectués par des avions « étrangers », l'un mi-janvier, contre des contrebandiers dans une zone désertique au nord-ouest de Port Soudan, près de la frontière avec l'Égypte, et l'autre mi-février, contre un bateau qui a été coulé, mais il n'y a aucune preuve que ces attaques aient été commises par l'aviation israélienne à 1 400 kilomètres de son territoire. À Jérusalem, l'armée israélienne refuse de confirmer ou de démentir les informations de CBS, cependant le premier ministre israélien Ehoud Olmert, s'était publiquement félicité de la capacité d'action des forces armées israéliennes.

- Dimanche 29 mars 2009 : Le président Omar Al-Bachir, sous le coup d'un mandat d'arrêt de la Cour pénale internationale (CPI), est arrivé à Doha, pour participer au sommet de la Ligue arabe. Il a été accueilli sur le tarmac de l'aéroport international par l'émir cheikh Hamad ben Khalifa Al-Thani. Un haut responsable des Nations unies a confirmé que le secrétaire général de l'organisation, Ban Ki-moon, assistera au sommet malgré la présence du président soudanais.

- Lundi 30 mars 2009 : 
  - Le président Omar el-Béchir appelle les dirigeants arabes réunis en sommet à Doha à rejeter le mandat d'arrêt émis contre lui par la Cour Pénale internationale pour crimes de guerre et crimes contre l'humanité au Darfour.
  - Le 21e sommet arabe de Doha rejette le mandat d'arrêt délivré par la Cour pénale internationale contre le président soudanais Omar el-Béchir, selon la déclaration finale lue par le secrétaire général de la Ligue arabe, Amr Moussa : « Nous soulignons notre solidarité avec le Soudan et notre rejet des décisions de la CPI contre le président Béchir […] et nous soutenons l'unité du Soudan ».
  - Le président vénézuélien Hugo Chávez a condamné le mandat délivré par la Cour pénale internationale contre le président Omar el-Béchir, le décrivant comme « une horreur judiciaire et un manque de respect aux peuples du tiers-monde ».

- Mardi 31 mars 2009 : Selon le magazine américain Time, le raid aérien qui a détruit en janvier au Soudan un convoi de camions acheminant des armes vers Gaza a bien été mené par des chasseurs-bombardiers israéliens. Cette attaque contre un convoi de 23 camions devait servir d'avertissement à l'Iran et à d'autres ennemis d'Israël, et démontrer la volonté de l'État hébreu de se servir des renseignements dont il dispose pour agir, y compris en dehors de ses frontières. Les Américains ont été avertis qu'Israël allait mener une opération aérienne au Soudan, mais ils n'étaient pas impliqués.

### Avril 2009au Soudan
- Lundi 13 avril 2009 : Neuf hommes appartenant à la tribu des Four, originaires du Darfour, condamnés à la peine capitale pour l'enlèvement, le meurtre et la décapitation en 2006 d'un journaliste islamiste de renom, Mohammed Taha Mohammed Ahmed, rédacteur en chef du quotidien al-Wifaq, réputé proche des Frères musulmans, ont été pendus dans une prison de Khartoum. Ils avaient assassiné le journaliste pour se venger d'articles écrits par lui dans al-Wifaq, les estimant hostiles à leur tribu et à la cause des rebelles du Darfour. Dix hommes avaient été condamnés en novembre 2007 à la peine capitale depuis l'un d'eux a été relâché.

- Samedi 18 avril 2009, Soudan du Sud :  Des durs combats ont opposé, samedi et dimanche, deux importantes tribus du Sud-Soudan faisant au moins 177 morts, peut être plus de 300. Des combattants de la tribu Murle (Jonglei, est) ont attaqué des villages de la tribu Nuer (comté d'Akobo). Selon le préfet d'Akobo : « Des villages entiers ont été complètement brûlés, […] la destruction est épouvantable […] Les Murle sont venus avec des armes, mais les gens d'ici n'avaient rien pour se défendre […] Je pense que c'était une vengeance ». En mars des combats entre ces deux tribus avaient causé la mort de 750 personnes dans le comté de Pibor (sud). Les zones attaquées sont devenus particulièrement vulnérables depuis qu'une campagne de désarmement soutenue par le gouvernement a été menée seulement dans une partie de la région, sans toucher tous les groupes rivaux[11].

- Mercredi 22 avril 2009 : Onze rebelles du Darfour capturés après avoir mené une attaque meurtrière contre Khartoum l'année dernière sont condamnés à la peine de mort par un tribunal de la capitale.

- Dimanche 26 avril 2009 : Les membres d'un troisième groupe de onze rebelles du Darfour, capturés après avoir mené une attaque meurtrière contre Khartoum l'année dernière sont condamnés à la peine de mort par un tribunal de la capitale.

- Jeudi 30 avril 2009 : Dans une résolution adoptée à l'unanimité, le Conseil de sécurité a prorogé pour un an, le mandat de la Mission de l'ONU dans le sud du Soudan (MINUS) et appelé à une mise en œuvre scrupuleuse de l'accord de paix nord-sud, que cette force est chargée de superviser. Le Conseil souligne « sa ferme volonté de voir revenir la paix partout au Soudan et dans la région  » et note qu'« il importe d'appliquer intégralement l'Accord de paix global ». Reposant principalement sur un principe de partage des ressources et des pouvoirs entre le nord et le sud, il doit servir de modèle à un éventuel accord de paix au Darfour (ouest du Soudan), où sévit depuis six ans une autre guerre civile.

### Mai 2009au Soudan
- Lundi 4 mai 2009 : Le Tchad et le Soudan signent au Qatar un accord en vue d'une réconciliation alors que leurs relations sont mauvaises en raison des rébellions actives sur leurs territoires. Le Soudan accuse le Tchad de fournir des armes et des munitions au JEM qui avait lancé en 2008 une attaque sans précédent sur les faubourgs de Khartoum, alors que le Tchad accuse le Soudan d'avoir participé à la création de l'Union des forces de la résistance, nouvel organe réunissant les principales factions rebelles tchadiennes.

- Vendredi 29 mai 2009, Kordofan-Sud : Selon le ministre de l'Intérieur Ibrahim Mahmoud Hamad, de violents affrontements entre deux importantes tribus arabes nomades dans la province du Kordofan-Sud, voisine du Darfour, ont fait 244 morts cette semaine.

- Samedi 30 mai 2009 : Mort de l'ancien président, Gaafar al-Nimeiri, au pouvoir de 1969 à 1985, décédé à l'âge de 79 ans d'une longue maladie. Gaafar al-Nimeiri a vécu 14 ans en exil en Égypte avant de rentrer au Soudan en 1999 où il avait tenté en vain de défier Omar el-Béchir lors d'élections qualifiées de mascarade par l'opposition.  Le décès de Gaafar al-Nimeiri survient 40 ans presque jour pour jour après son arrivée au pouvoir le 25 mai 1969, à la faveur d'un coup d'État militaire contre le régime du président Ismaïl Azhari.

### Juin 2009au Soudan
- Dimanche 14 juin 2009, Soudan du Sud : L'attaque d'un convoi fluvial dans l'État du Haut-Nil (sud-est), par des membres de la tribu Jikany Nuer, cause la mort d'au moins 40 soldats et blesse 30 autres personnes.  Les 31 barges circulant sur le fleuve Sobat, dont 27 acheminant des denrées pour le Programme alimentaire mondial (PAM). Le convoi était escorté par des soldats de l'Armée populaire de libération du Soudan (SPLA, les ex-rebelles du Sud-Soudan)[12].

- Mercredi 24 juin 2009, Khartoum : 4 islamistes sont condamnés à la pendaison et un cinquième à 2 ans de prison pour le meurtre en janvier 2008 d'un diplomate américain et de son chauffeur soudanais. John Granville, 33 ans, qui travaillait à l'Agence américaine pour le développement international (USAID), et son chauffeur soudanais Abdel Rahman Abbas, 40 ans, avaient été tués par balle dans leur voiture le 1er janvier 2008[13].

### Juillet 2009au Soudan
- Vendredi 3 juillet 2009 : Les États africains réunis au sommet de l'Union africaine à Syrte (Libye) ont décidé qu'ils « ne coopèreront pas » avec la Cour pénale internationale (CPI) pour l'arrestation du président soudanais Omar el-Béchir.

- Jeudi 16 juillet 2009 : Le ministère de la Santé annonce que les deux premiers cas de grippe H1N1 ont été détectés sur deux soudanais traités à Khartoum après être rentrés du Royaume uni.

- Mercredi 29 juillet 2009 : La flagellation de la journaliste Loubna Ahmed al-Hussein, passible de 40 coups de fouet pour avoir porté un pantalon, une tenue jugée "indécente", est reportée après le 4 août. Portant le voile islamiste obligatoire, elle écrit régulièrement pour le journal de gauche Al-Sahafa. Elle avait été arrêtée avec 13 autres femmes dans un restaurant le 3 juillet parce qu'elles portaient un pantalon. Dix des femmes ont reçu chacune 10 coups de fouet deux jours plus tard. Collaboratrice à la Mission des Nations unies au Soudan (Unmis), Loubna aurait pu bénéficier à ce titre d'une immunité, mais elle « a choisi d'abandonner son immunité » et d'aller au procès où elle s'est présenté en pantalon : « Il est important que les gens sachent ce qui se passe. Ils vont me fouetter 40 fois et m'imposer une amende »[14].

### Août 2009au Soudan
- Dimanche 2 août 2009, Soudan du Sud : Des combats entre tribus rivales (les Murele et les Lo Nuer), dans l'État de Jonglei, ont coûté la vie à plus de 160 personnes, dont un grand nombre de femmes et d'enfants. La situation est « tendue » et la population fuit en masse la ville d'Akobo, théâtre des affrontements. La plupart des victimes seraient de l'ethnie Lo Nuer et auraient été tuées alors qu'elles étaient à la recherche de nourriture près de la ville d'Akobo[15].

- Mardi 4 août 2009 : Un bateau chavire en traversant le fleuve Nil causant la mort par noyade de 11 personnes dont des femmes et des enfants. Une quarantaine de personnes se trouvaient à bord du bateau, à une quarantaine de kilomètres m au nord de Khartoum, dont le moteur s'est brusquement arrêté avant de couler.

- Samedi 8 août 2009, Soudan du Sud : Au moins 30 personnes ont été tuées et plus de 15 de femmes et enfants ont été enlevés, et 45 maisons détruites, dans le secteur de Tonj (province de Warrap, sud) du fait de combats violents entre des membres des clans Luach et Awan de l'importante tribu Dinka. Les combats ont pris fin mardi matin[16].

- Samedi 29 août 2009, Soudan du Sud : Des affrontements entre des hommes armés et l'armée sudiste ont fait au moins 43 morts, incluant sept soldats, et des dizaines de blessés.

### Septembre 2009au Soudan
- Samedi 5 septembre 2009, Soudan du Sud : Des affrontements entre des éléments armés de deux importantes tribus ont fait 25 morts et plusieurs blessés.

- Lundi 7 septembre 2009 : La journaliste Loubna Ahmed al-Hussein, qui risquait une condamnation à la flagellation pour le port d'un pantalon, est finalement condamnée à une amende de 500 livres soudanaises (200 $) par le tribunal de Khartoum, en cas de non-paiement, elle devra purger une peine d'un mois de prison. L'article 152 du code pénal de 1991, prévoit une peine maximale de 40 coups de fouet pour quiconque « commet un acte indécent, un acte qui viole la moralité publique ou porte des vêtements indécents »[17].

- Lundi 21 septembre 2009, Soudan du Sud : De nouveaux combats entre tribus ont causé la mort de 102 personnes, dont 22 soldats, et blessé 46 autres, selon un nouveau bilan donné par le général Kuol Diem Kuol, l'Armée populaire de libération du Soudan (SPLA, ex-rébellion sudiste devenue l'armée du Sud-Soudan). Des hommes armés de la tribu Lou Nuer ont attaqué dimanche matin le village de Duk Padiet (État de Jonglei), théâtre de nombreuses violences tribales depuis le début de l'année[18].

### Octobre 2009au Soudan
- Vendredi 2 octobre 2009, Soudan du Sud : Un affrontement entre les gardes d'un ex-chef de guerre, Paulino Matip de l'Armée populaire de libération du Soudan (SPLA), et les forces du gouverneur de l'État d'Unité, une région pétrolière, dans la ville de Bentiu, cause la mort de 16 personnes et fait de nombreux blessés[19].

- Dimanche 4 octobre 2009, Soudan du Sud : Lors du week-end, des affrontements entre des membres des tribus Dinka et Mundari causent la mort d'au moins 23 personnes, dont six civils et quatre soldats, plusieurs blessés et plus de 1 700 déplacés, entre les villages de Gemmaiza et Mangalla dans l'État d'Équateur central, pour une histoire de vol de bétail[20].

- Jeudi 22 octobre 2009 : Un tribunal de Khartoum-Est condamne deux femmes, arrêtées en juillet dans un café de Khartoum avec la journaliste Loubna Ahmed al-Hussein, à 20 coups de fouet et une amende de 250 livres soudanaises (100 $US) chacune pour s'être vêtue de manière « indécente » en ayant porté un pantalon sans porter de voile. Le jugement précise que si l'amende n'est pas payée, elles seront emprisonnées pendant un mois. Le code pénal prévoit une peine maximale de 40 coups de fouet pour quiconque « commet un acte indécent, un acte qui viole la moralité publique ou porte des vêtements indécents ». En 2008, quelque 43 000 femmes ont été arrêtées pour des raisons vestimentaires dans l'État de Khartoum (5 millions d'habitants)[21].

- Dimanche 25 octobre 2009 : Plusieurs ONG nigérianes demandent au président nigérian Umaru Yar'Adua de faire arrêter le président Omar el-Béchir, qui est invité à se rendre jeudi au Nigeria pour une réunion de l'Union africaine.

### Novembre 2009au Soudan
- Mercredi  11 novembre 2009, Soudan du Sud : De nouveaux affrontements entre tibus rivales de l'État de Jonglei, a causé la mort de 11 personnes et blessés plusieurs autres. Des hommes armés de la tribu Shilluk ont attaqué le village de Pige, peuplé par l'ethnie rivale Dinka. 8 des assaillants ont été tués. Depuis le début de l'année, les violences tribales — souvent motivées par des luttes pour le bétail ou alimentées par un sentiment de vengeance — ont fait quelque 2 000 morts et des dizaines de milliers de déplacés au Sud-Soudan.

- Mercredi  18 novembre 2009, Soudan du Sud : Des combats armés survenus depuis le début de la semaine entre des membres de deux tribus rivales ont fait 47 morts et plus d'une dizaine de blessés dans l'État de Lakes.

- Samedi 21 novembre 2009 : Une jeune adolescente chrétienne de 16 ans a reçu 50 coups de fouet pour avoir porté une jupe longueur genou jugée « indécente ». Arrêtée par un policier, alors qu'elle marchait dans un quartier populaire au sud de Khartoum, « le juge l'a condamnée à 50 coups de fouet qu'elle a reçu immédiatement après le verdict. Le tout s'est déroulé en une heure à peine », le 21 novembre[22].Selon son avocat, la loi interdit de fouetter des mineurs, d'autant plus qu'« elle portait une jupe et une chemisier normaux, comme des milliers de jeunes filles de son âge. Les autorités n'ont pas contacté ses parents et l'ont châtiée sur-le-champ »[23].

### Décembre 2009au Soudan
- Lundi 7 décembre 2009, Sud-Soudan : Plusieurs dirigeants des ex-rebelles sudistes soudanais du Mouvement populaire de libération du Soudan (SPLM) et plus de 70 autres personnes ont été arrêtés ce matin à Khartoum et Omdurman, alors qu'ils s'apprêtaient à manifester contre le gouvernement central, d'après des témoins. Le SPLM n'arrive pas à s'entendre avec le Parti du Congrès national du président Omar el-Béchir sur des réformes démocratiques en vue des élections d'avril 2010 et sur la loi qui doit encadrer le référendum de janvier 2011 sur la sécession du Sud-Soudan. Des manifestants ont incendié les locaux du parti du président soudanais Omar el-Béchir à Djouba.

- Dimanche 13 décembre 2009 : Les dirigeants soudanais du nord — dont Nafie Ali Nafie, numéro deux du Congrès national, le parti au pouvoir — et du sud — dont Pagan Amum, secrétaire général du Mouvement de libération du Soudan — du pays sont parvenus à un accord sur l'introduction de réformes démocratiques avant les élections prévues l'an prochain et le référendum sur l'indépendance du Sud[24].

- Lundi 14 décembre 2009 :
  - À l'appel de 21 groupes d'opposition, parmi lesquels le SPLM et le parti Oumma, un rassemblement a eu lieu à Omdurman (banlieue de Khartoum) pour réclamer des réformes démocratiques dans l'optique des élections d'avril 2010. La police est intervenue durement et 38 manifestants ont été interpellés[25].
  - Sud-Soudan : Médecins sans frontières s'alarme d'une « escalade » des violences au Sud-Soudan, face à laquelle la réponse humanitaire est pour le moment « inadaptée », constatant cette année « une inquiétante détérioration des conditions de sécurité au Sud-Soudan » et « une augmentation des affrontements dans les États du Haut-Nil, de Jonglei, Lakes et de l'Equatoria Central », dont l'ampleur va bien au-delà des traditionnels raids entre tribus rivales pour le bétail et les pâturages. 2009 a été « l'année la plus violente depuis la signature d'un accord de paix » (CPA) en 2005. Les attaques « sont beaucoup plus fréquentes, visant les villages plutôt que les troupeaux, avec pour victimes une majorité de femmes et enfants ». Plus au sud-ouest, dans les États équatoriaux, le long des frontières de la République démocratique du Congo (RDC) et de la République centrafricaine, les rebelles ougandais de l'Armée de résistance du Seigneur ont également multiplié leurs attaques sur les populations locales[26].
  - Le représentant du président tchadien Idriss Deby, le général Oki Dagache, auprès de la mission des Nations unies au Tchad et en Centrafrique (Minurcat), accuse le renseignement soudanais d'être derrière les récents enlèvements de trois Français dans ces deux pays : « C'est un acte des services soudanais pour semer le désordre chez nous […] Ils sont contre le déploiement de l'ONU et des humanitaires chez nous. Ce sont les services soudanais qui ont enlevé les gens, je suis formel […] Ce sont des gens qui viennent du Soudan et repartent au Soudan. Ce sont des gens manipulés par des services de renseignement soudanais […] Ce sont des Janjawids, des miliciens de l'armée soudanaise, ils sont directement gérés par Salah Gosh », l'ancien chef des services de renseignement soudanais[27].

- Vendredi 25 décembre 2009 : Le Tchad et le Soudan s'engagent à poursuivre la normalisation de leurs relations souvent tumultueuses. Les discussions « se sont concentrées sur la poursuite du renforcement des efforts en vue de normaliser les relations entre les deux pays et d'appliquer ce sur quoi les deux parties se sont accordées […] Les deux pays œuvrent maintenant à rétablir la confiance entre eux ». Une paix entre le Tchad et le Soudan est jugée essentielle pour résoudre le conflit de plus de six ans au Darfour, et pour empêcher les infiltrations de rebelles tchadiens venant du Soudan et de rebelles soudanais venant du Tchad[28].

- Mardi 29 décembre 2009 : Le Parlement approuve la loi sur le référendum d'autodétermination prévu en 2011 au Sud-Soudan, après un accord entre nordistes et sudistes sur un article controversé[29].

## Chronologie au Darfour

### Janvier 2009au Darfour
- Samedi 24 janvier 2009 : L'aviation soudanaise a bombardé Mouhajiriya, ancien fief de la faction Minni Minawi de l'Armée de libération du Soudan (SLA), une ville du Darfour tombée la semaine dernière sous le contrôle des rebelles du Mouvement pour la justice et l'égalité. Les rebelles du JEM ont répliqué aux tirs de l'aviation soudanaise. L'armée soudanaise assiègerait la ville. La Minuad demande aux parties impliquées « d'éviter l'escalade ».

- Jeudi 29 janvier 2009 : Le ministre soudanais de l'Information, Kamal Obeid, accuse l'armée tchadienne d'avoir franchi la frontière pour ravitailler au Darfour le Mouvement pour la justice et l'égalité (JEM) à proximité d'El Fasher et à Mouhajiriya, deux secteurs où des combats ont eu lieu cette semaine entre les rebelles et les forces gouvernementales soudanaises.

### Février 2009au Darfour
- Lundi 2 février 2009 : Le secrétaire général adjoint de l'ONU chargé des opérations de maintien de la paix, Alain Leroy, annonce que les Casques bleus de la mission de maintien de la paix au Darfour ne quitteront pas la localité de Mouhajiriya, où ils protègent plus de dix mille réfugiés : « Nous avons pris une décision très difficile : nous avons décidé de rester à Mouhajiriya car plus de 10 000 déplacés sont sur place que nous ne pouvons laisser sans protection […] Le gouvernement du Soudan nous a demandé d'évacuer, mais nous avons pris la décision en dépit des risques d'un conflit très violent entre les forces gouvernementales et les rebelles du JEM ».

- Vendredi 6 février 2009 : Depuis le début de la semaine les forces gouvernementales soudanaises et les rebelles s'affrontent autour des villes de Mouhajiriya et de Cheiria. Plus de 30 000 civils ont fui leur maison. Les ONG et les agences de l'ONU tentent d'avoir accès aux villes pour apporter de la nourriture, des médicaments et des couvertures aux réfugiés.

- Lundi 9 février 2009 : Un hélicoptère Mi-8 de la MINUAD (mission ONU-Union africaine au Darfour), qui effectuait une mission de ravitaillement en vivres, a été la cible de tirs d'origine inconnue, alors qu'il se trouvait à 70 kilomètres à l'ouest d'El-Facher, capitale historique de cette région de l'ouest soudanais et siège des opérations de la mission spéciale. Une partie de l'appareil a été gravement endommagée mais il a pu retourner vers sa base.

- Jeudi 12 février 2009 :
  - L'ONG Aegis Trust rend publics les témoignages qu'elle a recueillis d'anciens soldats et miliciens Janjawid (diables à cheval) réunis dans un film de vingt minutes. Ils accusent le gouvernement soudanais d'avoir ordonné les massacres au Darfour : voir l'intégralité du film.
  - L'organisation de défense des droits de l'Homme Human Rights Watch (HRW) dénonce la montée de « l'impunité » au sud-Soudan et exhorte l'ONU à mieux protéger les civils dans cette grande région en quête de stabilité après 21 ans de guerre civile. Le gouvernement semi-autonome du sud-Soudan prête une « attention insuffisante » à l'établissement d'un État de droit, ce qui a contribué à la « montée d'une culture d'impunité, en particulier pour les soldats qui se perçoivent comme les libérateurs du sud […] Trop souvent, les soldats, qui sont mal entraînés et indisciplinés abusent des civils plutôt que de les protéger ».

- Lundi 16 février 2009 : Selon le premier ministre du Qatar, le gouvernement soudanais et le Mouvement pour la Justice et l'égalité (JEM), le groupe rebelle le plus actif du Darfour, sont parvenus à Doha à un accord sur une « déclaration d'intention » qu'ils prévoient signer le lendemain.

- Mardi 17 février 2009 : Signature publique de la déclaration d'intention en vue d'une cessation des hostilités entre le gouvernement soudanais et le Mouvement pour la justice et l'égalité (JEM).

- Mercredi 18 février 2009 : L'armée soudanaise, appuyée par les milices arabes Janjawids, bombarde les positions de deux groupes rebelles du Darfour, dont le Mouvement pour la justice et l'égalité (JEM), avec lequel le gouvernement avait signé la veille un accord en vue d'une trêve. Les positions du JEM ont été attaquées  près de la capitale historique du Darfour, El-Facher et l'aviation a bombardé les positions du groupe rebelle dans le secteur de Jebel Marra. Selon le gouvernement soudanais : « Les combats se poursuivent pour une raison bien simple. Le JEM occupe des régions qui ne sont pas les siennes ».

### Mars 2009au Darfour
- Mercredi 4 mars 2009 : L'émission par la Cour pénale internationale (CPI) d'un mandat d'arrêt contre le président soudanais, Omar el-Béchir, accusé de crimes de guerre et crimes contre l'humanité, soulève un grand enthousiasme chez les mouvements rebelles darfouris. Pour Abdel Wahid Mohammed Nour, le dirigeant du Mouvement de libération du Soudan, réfugié à Paris : « C'est une grande victoire pour les victimes du Darfour et du Soudan ». Le Mouvement pour la justice et l'égalité salue « un grand jour pour le peuple du Soudan et le peuple du Darfour ». Un autre chef rebelle appelle « tous les groupes de la résistance à s'unir et coopérer afin de livrer Omar Al-Bachir à la justice internationale ».

- Dimanche 8 mars 2009 : Le président Omar el-Béchir menace d'expulsion les ONG, le corps diplomatique et les forces de l'ONU, présents au Soudan lors d'un discours à El-Facher, capitale historique du Darfour, tenu devant plusieurs milliers de personnes : « J'ai un message pour toutes les missions diplomatiques présentes au Soudan, les organisations non gouvernementales et les Casques bleus. Ils doivent respecter les lois locales sinon ils seront expulsés du pays sur le champ. [… Les pays occidentaux] nous ont dit que si nous permettions aux ONG de poursuivre leur travail, la décision de la CPI allait être suspendue. Mais nous avons refusé […] Si quelqu'un veut nous combattre, il ne devrait pas passer par des résolutions du Conseil de sécurité ou la CPI, mais plutôt venir sur notre sol pour se battre […] Les ONG expulsées sont des voleurs. Elles gardent 99 % des fonds pour elles-mêmes et ne donnent que 1 % à la population du Darfour »[30].

- Mardi 10 mars 2009 : Quatre soldats de la MINUAD qui revenaient d'une mission d'escorte  à bord de leur véhicule ont été blessés dans une embuscade après avoir subi des tirs sans sommation près d'El-Geneina, près de la frontière avec le Tchad. Les blessés ont été évacués d'urgence à El-Facher où est situé le quartier général de la MINUAD.

- Mercredi 11 mars 2009 : Cinq personnels humanitaires de Médecins sans frontières dont un Français, un Canadien et un Italien, sont enlevés dans les locaux de MSF-Belgique à Saraf Umra — la capitale du Darfour-Nord — par un groupe d'hommes armés. Les sections française et hollandaise de MSF avaient été expulsées du Darfour la semaine dernière par les autorités soudanaises, en réponse au mandat d'arrêt délivré par la Cour pénale internationale contre le président Omar el-Béchir, mais pas celles de la Belgique, de la Suisse et de l'Espagne. Selon la MINUAD : « Il s'agit de la première fois […] que des humanitaires internationaux sont enlevés au Darfour ».

- Jeudi 12 mars 2009 : MSF annonce qu'elle allait retirer du Darfour la quasi-totalité de son personnel, à la suite de l'enlèvement mercredi de trois membres de sa section belge, alors que le gouverneur du Darfour-Nord, Osmane Mohammed Yousif Kibir, déclare que les ravisseurs « veulent une rançon en échange de la libération » des trois humanitaires

- Vendredi 13 mars 2009 : Selon le ministère des Affaires étrangères, l'enlèvement de trois travailleurs humanitaires occidentaux par des hommes armés non identifiés à Saraf Umra (Darfour-Nord)  est l'œuvre de « bandits ».

- Samedi 14 mars 2009 : 4 travailleurs humanitaires de l'ONG Médecins sans frontières sont libérés.

- Lundi 16 mars 2009 : Le président Omar el-Béchir déclare, lors d'un rassemblement de militaires à Khartoum, que le Soudan n'aura plus besoin d'ici un an des ONG internationales actives au Darfour. Après le mandat d'arrêt lancé le 4 mars contre lui par la Cour pénale internationale, il avait déjà ordonné l'expulsion du Darfour de 13 organisations humanitaires parmi les plus importantes. Cependant, il laisse la possibilité aux organisations humanitaires de déposer leur aide dans les aéroports et aérodromes du pays, cette aide étant ensuite acheminée par des associations locales qui seront les seules habilitées à la distribuer.

- Mardi 17 mars 2009 : Un soldat de la force de paix internationale meurt dans une embuscade.

- Vendredi 20 mars 2009 : Le Soudan est resté inflexible à l'ONU, face aux requêtes adressés par les États-Unis et d'autres membres du Conseil de sécurité des Nations unies, qui demandaient à Khartoum de revenir sur sa décision d'expulser 13 groupes humanitaires étrangers. Selon son délégué Mohamed Youssif Abdelmannan : « La décision du gouvernement du Soudan est une décision souveraine légitime sur laquelle nous ne reviendrons jamais, et cela ne doit pas faire l'objet de discussions ».

### Avril 2009au Darfour
- Dimanche 5 avril 2009 : Deux membres de l'ONG Aide médicale internationale, une Française et une Canadienne, ont été enlevés dans la nuit de samedi à dimanche à Nyala, au Sud Darfour, par des « hommes armés non identifiés ». AMI ne fait pas partie des 13 ONG internationales, expulsées par le régime de Khartoum, en réaction à l'émission le 4 mars par la Cour pénale internationale d'un mandat d'arrêt contre le président Omar el-Béchir pour crimes de guerre et crimes contre l'humanité au Darfour.

- Dimanche 12 avril 2009 : Un groupe armé, se nommant Aigles de libération de l'Afrique, qui détient deux travailleuses humanitaires, dont une Française, menace de les exécuter si Paris n'accepte pas d'organiser un nouveau procès pour les membres de l'Arche de Zoé : « Nous demandons à la France de rouvrir le dossier des criminels de l'Arche de Zoé et de les juger devant un tribunal juste […] Si le gouvernement français n'est pas sérieux dans les négociations avec nous et n'accède pas à notre requête, nous tuerons les deux travailleurs humanitaires ».

- Samedi 18 avril 2009 : L'humanitaire française, Claire Dubois, enlevée avec sa collègue canadienne, Stéphanie Jodoin, le 4 avril au Darfour, serait malade selon ses ravisseurs.

- Mardi 21 avril 2009 : 
  - Les ravisseurs des deux femmes humanitaires, déclarent appartenir à un groupe d'Arabes du Darfour et annoncent que « des négociations se déroulent avec le gouvernement tchadien qui négocie avec nous pour le compte du gouvernement français » et demandent à la France d'organiser un nouveau procès dans l'affaire de L'Arche de Zoé.
  - Les autorités du Tchad démentent tout contact avec les ravisseurs de deux humanitaires enlevées au Darfour, contredisant ainsi la version des preneurs d'otages. Selon  le ministre tchadien de la Communication et porte-parole du gouvernement, Mahamat Hissène : « Le gouvernement tchadien n'a aucun contact avec ce groupe. Une fois de plus, le Soudan veut coûte que coûte nous impliquer dans cette affaire ».

- Dimanche 26 avril 2009 : Cinq factions de rebelles minoritaires — dont la faction "Unité" de l'Armée de libération du Soudan (SLA-Unity)v— se sont réunis au Qatar, qui agit comme médiateur, pour préparer des discussions de paix plus larges avec le gouvernement soudanais. Selon les négociateurs, les discussions doivent être « collectives et pas seulement bilatérales » entre le gouvernement soudanais et le plus actif des groupes rebelles, le Mouvement pour la justice et l'égalité (JEM) et leur  « mission est de parvenir à une solution collective et unanime ».

- Mercredi 29 avril 2009 : Les deux humanitaires, membres de l'ONG Aide médicale internationale (AMI), la Française, Claire Dubois, et la Canadienne, Stéphanie Jodoin, enlevées le 4 avril au Darfour, sont libérées, mettant ainsi fin à la plus longue prise d'humanitaires occidentaux en otages dans cette région en guerre. La presse locale avait fait état début avril d'une onéreuse demande de rançon en échange de la libération des deux humanitaires, mais les ravisseurs ont ensuite nié vouloir de l'argent et exigé la tenue d'un nouveau procès dans l'affaire de l'Arche de Zoé[31].

### Mai 2009au Darfour
- Vendredi 8 mai 2009 : Un membre de la MINUAD, force mixte de maintien de la paix ONU-Union africaine, a été tué par balle par des hommes armés non identifiés qui ont volé sa voiture à Nyala.

- Samedi 9 mai 2009 : Les rebelles du Mouvement pour la justice et l'égalite (JEM) se sont affrontés avec le SLA-Minnawi et l'armée près de la frontière du Tchad. Des bombardements aériens ont eu lieu près d'Umm Baru, ville située à quelque 200 kilomètres au nord-ouest d El-Facher. Quelque 160 personnes, en majorité des femmes, des enfants et des personnes âgées, ont trouvé refuge dans la base de la Minuad à Umm Baru. Le SLA-Minnawi, faction de l'armée de libération du Soudan dirigée par Minni Minnawi, est le seul groupe rebelle du Darfour à avoir signé un accord de paix en mai 2006 avec le gouvernement central de Khartoum.

- Dimanche 10 mai 2009 : Le Soudan accuse à nouveau le Tchad de soutenir les rebelles du Darfour et s'est dit prêt à repousser toute attaque contre son territoire : « La normalisation des relations dépend de l'arrêt par le Tchad de son soutien à des factions armées à l'origine du conflit au Darfour, en particulier le Mouvement pour la Justice et l'égalité ».

- Vendredi 15 mai 2009 : Le Soudan accuse le Tchad de mener des raids aériens contre son territoire, où se trouvent des rebelles tchadiens, et a prévenu qu'il se réservait le droit de répondre militairement.

- Dimanche 24 mai 2009 : Les rebelles du Mouvement pour la justice et l'égalité (JEM) ont pris le contrôle de la ville d'Umm Baru, à 100 kilomètres du Tchad, à l'issue de violents combats avec l'armée soudanaise.

- Dimanche 31 mai 2009 : Selon une étude publiée par l'ONG Physicians for Human Rights, menée auprès des femmes qui ont fui le conflit du Darfour, un tiers d'entre elles ont été violées et la plupart redoutent de subir des sévices sexuels dans les camps de réfugiés au Tchad. La moitié des viols perpétrés au Darfour sont attribuables aux milices Janjawid, alliées au gouvernement de Khartoum, et le reste aux villageois tchadiens, près des camps de réfugiés gérés par l'ONU. Ils s'attaquent aux femmes quand elles vont chercher du bois ou du fourrage pour le bétail en dehors du camp. L'ONG souhaite que ces viols, qualifiés de crime de guerre, soient jugés, et engage la Cour criminelle internationale à lancer des mandats d'arrêts contre les principaux suspects soudanais. Les médecins demandent aussi une meilleure protection des réfugiés au Tchad par la police locale et les soldats de la paix, protégeant notamment la quête de bois[32].

### Juin 2009au Darfour
- Jeudi 11 juin 2009 : Le Soudan autorise à nouveau le retour au Darfour des organisations non gouvernementales occidentales expulsées en mars, et certaines vont pouvoir reprendre leurs activités.

- Vendredi 19 juin 2009 : Les pourparlers de Doha entre le Soudan et un important mouvement rebelle du Darfour sont suspendus pour deux mois en raison d'un important différend entre les parties, précisant que la rébellion attendait la libération de "prisonniers de guerre". Le Mouvement pour la justice et l'égalité et le gouvernement soudanais ont signé en février à Doha (Qatar), un « accord de confiance » prévoyant la libération de prisonniers et un dialogue continu visant à la tenue d'une conférence de paix sur le Darfour. Le JEM souhaitait que Khartoum libèrent des prisonniers de guerre, mais les autorités soudanaises y étaient opposées car elles craignaient d'avoir à affronter sur le terrain des rebelles libérés[33].

### Juillet 2009au Darfour
- Vendredi 3 juillet 2009 : Deux humanitaires travaillant pour l'ONG irlandaise « Goal » - une Irlandaise et une Ougandaise - ont été enlevées aujourd'hui par un groupe d'hommes armés inconnus au Darfour, alors que le gardien soudanais a été relâché. Il s'agit du troisième cas d'enlèvement de travailleurs humanitaires étrangers au Darfour depuis le mandat d'arrêt émis le 4 mars par la Cour pénale internationale (CPI) contre le président soudanais Omar el-Béchir.

- Jeudi 30 juillet 2009 : Le Conseil de sécurité de l'ONU décide à l'unanimité de prolonger d'un an, jusqu'au 31 juillet 2010, le mandat de la mission de la force de maintien de la paix ONU-Union africaine au Darfour (Minuad) qui compte actuellement un peu plus de 17 000 soldats et policiers.

### Août 2009au Darfour
- Vendredi 21 août 2009 : L'Armée de libération du Soudan - Unité (SLA-Unité) et des commandants ayant fait défection de la section du SLA dirigée par le chef historique du mouvement, Abdelwahid Mohammed Nour (SLA-Abdelwahid), ont signé  à Addis-Abeba (Éthiopie), un accord de « coopération » grâce à la médiation de l'émissaire américain Scott Gration.

- Mercredi 26 août 2009 : Le chef civil de la Mission conjointe des Nations unies et de l'Union africaine au Darfour (Minuad), le Congolais Rodolphe Adada (63 ans), a envoyé début août sa lettre de démission et quittera ses fonctions à la fin du mois. Il avait été nommé à ce poste en mai 2007[34].

- Jeudi 27 août 2009 : Selon le général nigérian Martin Luther Agwai, chef sortant des opérations militaires de la force de maintien de la paix ONU-Union africaine (Minuad), le Darfour n'est plus le théâtre d'une guerre, car « les causes du conflit ont complètement changé » : « Si la guerre est un conflit où vous attaquez, puis vous retournez à la maison et attendez trois, quatre ou cinq mois avant de recommencer, alors le Darfour est en guerre. Mais si ce n'est pas votre définition, alors il n'y a pas de guerre au Darfour […] C'est vraiment un conflit de basse intensité, la phase de la guerre à grande échelle est terminée »[35].

- Samedi 29 août 2009 : Deux employés civils de la force de maintien de la paix ONU-Union africaine (Minuad) — un homme et une femme — ont été enlevés vers 4h30 du matin par des hommes armés, qui ont attaqué une résidence du personnel de la Minuad à Zalingei.

### Septembre 2009au Darfour
- Mardi 29 septembre 2009 : Un casque bleu de la mission de paix ONU-Union africaine au Darfour (Minuad) est tué dans une embuscade tendue par un groupe d'hommes armés.

### Octobre 2009au Darfour
- Dimanche  18 octobre 2009 : Les deux humanitaires de l'ONG irlandaise « Goal », l'Irlandaise Sharon Commins et l'Ougandaise Hilda Kawuki, enlevées dans le Darfour-Nord en juillet sont libérées.

- Mercredi 21 octobre 2009 : Deux responsables de l'« Association des frères du sud », une branche de la Fondation Kadhafi, dirigée par le fils de Mouammar Kadhafi, Saïf al-Islam Kadhafi, sont enlevés mercredi au Darfour. Ils ont été remis en liberté au bout d'une demi-heure, selon le ministre des Affaires humanitaires, Abdel Baqi Gilani.

- Jeudi 22 octobre 2009 : Un Français, membre de la Croix-Rouge, est enlevé au Darfour par un groupe inconnu d'hommes armés. Selon le ministre des Affaires humanitaires, Abdel Baqi Gilani, il serait « en bonne santé ». Gauthier Lefèvre, qui travaille depuis 15 mois au Darfour et cinq ans au sein de la Croix-Rouge, rentrait d'une mission sur le terrain à la mi-journée jeudi dans un convoi formé de deux véhicules marqués du logo de la Croix-Rouge. Un petit groupe d'expatriés et d'employés soudanais de la Croix-Rouge voyageait avec lui, mais n'ont pas été enlevés[36].

- Mardi 27 octobre 2009 : Les ravisseurs de Gauthier Lefèvre, exige une rançon en échange de sa libération, alors que selon une responsable de la Croix-Rouge : « On ne veut même pas discuter de cette histoire de rançon avec les ravisseurs. On n'entre même pas dans cette dimension. La politique du CICR est de ne pas payer de rançon ».

### Décembre 2009au Darfour
- Vendredi 4 décembre 2009 : Deux casques bleus rwandais ont été tués et trois autres blessés lors d'une attaque menée par des hommes armés au Darfour, selon un haut responsable de la force de maintien de la paix ONU-Union africaine (Minuad).

- Samedi 5 décembre 2009 : Deux casques bleus rwandais ont été tués et un troisième a été blessé lors d'une attaque dans le Darfour-Nord.

- Dimanche 13 décembre 2009 : Deux employés civils de la force de maintien de la paix ONU-Union africaine au Darfour (Minuad), un Nigérian et une Zimbabwéenne, enlevés le 29 août dernier par des hommes armés, dans une résidence du personnel de la Minuad à Zalingei, sont libérés.

- Samedi 19 décembre 2009 : Selon le commissaire général soudanais de l'aide humanitaire pour l'ensemble du Soudan, Hassabo Mohammed Abdel Rahmane, la sécurité et les droits de l'Homme sont en amélioration au Darfour, alors que selon le gouverneur du Darfour-nord, Osmane Mohammed Youssef Kebir, « le Darfour a beaucoup avancé dans sa récupération » et connaît une « normalisation de la vie civile »[37].